# Dendropsophus pauiniensis
Espèce
Synonymes
- Hyla pauiniensis Heyer, 1977

Statut de conservation UICN

 LC  : Préoccupation mineure
Dendropsophus pauiniensis est une espèce d'amphibiens de la famille des Hylidae.

## Répartition
Cette espèce est endémique du Brésil. Elle se rencontre en Amazonas au confluent du rio Pauini et du rio Purus dans le bassin de l'Amazone,.

## Description
L'holotype de Dendropsophus pauiniensis, un mâle adulte, mesure 20,2 mm.

## Étymologie
Son nom d'espèce, composé de pauini et du suffixe latin -ensis, « qui vit dans, qui habite », lui a été donné en référence au lieu de sa découverte, le rio Pauini.

## Publication originale
- Heyer, 1977 : Taxonomic notes on frogs from the Madeira and Purus Rivers, Brasil. Papéis Avulsos de Zoologia, vol. 31, no 8, p. 141-162 (texte intégral).